# Mehmet Ali Ağca
Mehmet Ali Ağca (9 de janeiro de 1958) é um assassino de origem turca. Nascido numa família pobre da Turquia, tornou-se conhecido após matar o jornalista de esquerda Abdi İpekçi, em 1 de fevereiro de 1979, e depois tentou assassinar o Papa João Paulo II, em 13 de maio de 1981, após escapar de uma prisão turca.
Após a tentativa de assassinato do Papa, ele começou a cumprir pena em uma prisão na Itália. Dois anos depois, ele foi visitado por João Paulo II e então decidiu se converter ao catolicismo. Logo depois, ele foi deportado para a Turquia, onde cumpriu mais dez anos na cadeia. Ele foi solto em 18 de janeiro de 2010. Ağca se descreveu como um mercenário sem afiliações políticas, embora se acredite que tenha feito parte do grupo ultranacionalista turco Lobos Cinzentos.
Em 27 de dezembro de 2014, trinta e três anos após o crime, Mehmet Ali Ağca voltou ao Vaticano e depositou rosas na tumba do Papa João Paulo II.